# Sofiane Khabir
Sofiane Khabir (10 luglio 1964) è un ex calciatore tunisino, di ruolo portiere.

## Carriera

### Club
Ha sempre giocato nel campionato tunisino.

### Nazionale
Con la maglia della Nazionale ha esordito nel giocato la sua unica partita nel 1997.